# Cadafais
Cadafais is een plaats (freguesia) in de Portugese gemeente Alenquer en telt 1 687 inwoners (2001).